# سیارک ۴۳۲۳
سیارک ۴۳۲۳ (به انگلیسی: 4323 Hortulus، نامگذاری:1981QN) چهار هزار و سیصد و بیست و سومین سیارک کشف شده‌است که در ۲۷ اوت ۱۹۸۱ کشف شد.
قدر مطلق سیارک برابر ۱۳٫۶۰ است.